# Spaniel Bretó
L' Spaniel bretó  és una raça de gos criat principalment per a la caça d'aus. Tot i que s'inclou entre els spaniel, per les seves característiques de treball és més semblant a un pòinter o a un setter. La raça va rebre aquest nom perquè va ser desenvolupada, durant el segle xix, a la província de Bretanya, a França.

## Descripció

### Aparença
El Spaniel bretó estàndard és bastant atlètic, compacte i de constitució sòlida, encara que sense ser pesat. Les potes són llargues, i el seu pas és també llarg, elàstic i lleuger. La seva expressió facial és d'intel·ligència i vigor i la seva actitud vigilant.
Alguns Spaniel bretons neixen amb la cua curta, i altres neixen amb una cua llarga que se sol tallar a una longitud de 3 a 10 cm. En els països on el tall de la cua és il·legal, els Spaniel bretons amb cua llarga l'han de tenir a nivell del llom o una mica més avall.
Aquesta raça presenta una gran varietat de colors, al Spaniel americà, el pelatge taronja i blanc és el més comú, encara que hi ha altres colors, com marró vermellós i blanc, roig taronja i marró vermellós, tots aquests colors s'accepten a les exposicions canines. També pot presentar un mantell tricolor, molt comú en països com el Regne Unit i França, encara que no acceptat a Amèrica, on el color negre es considera un defecte que comporta la desqualificació.

### Mida
Els Spaniel bretons haurien de tenir una alçada entre 44,45 cm i 52,07 cm a la creu, sent les femelles de menys alçada que els mascles. Un Spaniel bretó sa i ben constituït hauria de tenir un pes d'entre 16 i 19 kg, depenent de la seva alçada.

## Varietats

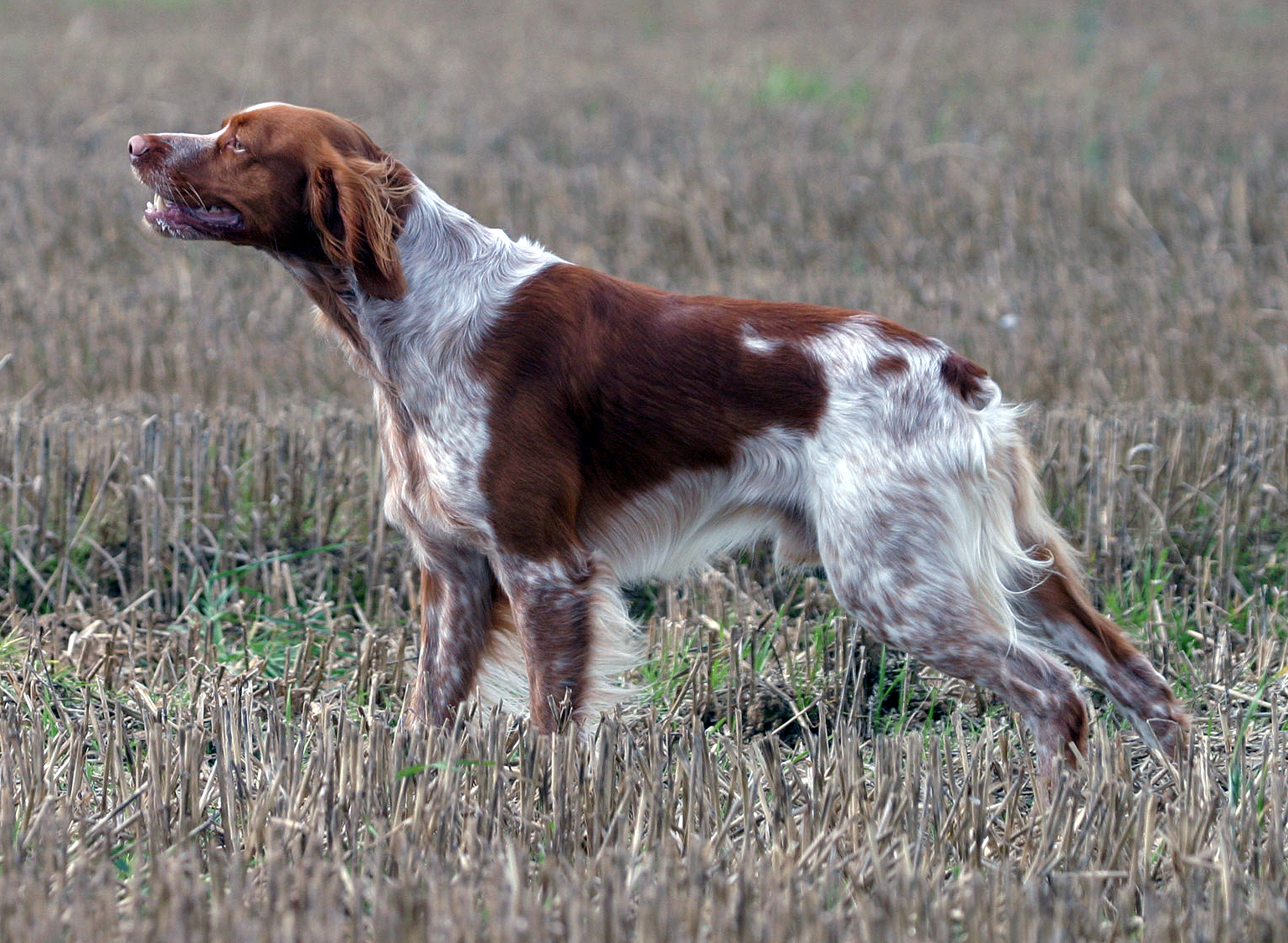
Spaniel bretó adult.

Molts criadors diferencien entre el "Spaniel bretó americà" i el "Spaniel bretó francès". Encara que generalment es reconeixen com subgrups de la mateixa raça, hi ha diferències evidents entre els dos. L'americà és més alt i ràpid, ja que va ser criat per a cobrir un terreny més extens, caçant en els espais amplis i oberts dels Estats Units.
El Spaniel bretó francès és més petit i generalment treballa més a prop del caçador.
No obstant això, alguns criadors no consideren que aquestes diferències siguin prou significatives i creuen que els estàndards americans s'haurien actualitzar per reflectir l'estàndard de la raça al seu país d'origen (França), on el negre s'ha convertit en un color de pelatge acceptable des de 1956, mentre que segueix sent considerat un defecte a Amèrica.
El Club Americà de Bretons, originalment conegut com a Club Americà del Spaniel Bretó, va perdre la paraula spaniel en el seu nom fa alguns anys. En traduir el nom llatí del bretó, es va suposar que spaniel havia estat posat, pel fet que el bretó és un gos semblant a un spaniel. Els spaniels, com el Springer spaniel anglès i Cocker spaniel anglès s'empren per aixecar la peça en la caça i cobrar-la, mentre que els bretons són més semblants als pòinters, gossos de mostra esportius i més versàtils.

## Temperament
La raça es va criar originalment com un gos de caça furtiva i aviat es va veure que era un gos fàcil d'entrenar, sensible i bondadós. Els Spaniels Bretons són excel·lents com a animals domèstics, a part de ser bons gossos de treball en el camp. La majoria no deixa escapar una oportunitat de rebre una carícia o una abraçada. Són actius i requereixen exercici freqüent, essent important disposar d'un terreny tancat on puguin córrer. Com animals, els Spaniels Bretons són excel·lents gossos de companyia però necessiten molt exercici físic i mental, a més de freqüents oportunitats de socialització. Si no se'ls dona prou exercici, amor i socialització, poden tornar-se destructius o desenvolupar hàbits antinaturals, no representatius de la raça. Encara que són intel·ligents, els mascles tenen un caràcter més despreocupat i són fàcils de persuadir, mentre que les femelles usen la seva intel·ligència per aconseguir els seus objectius i poden ser una mica més difícils. En resum, el Spaniel Bretó és un popular animal domèstic, alhora que manté la seva funció original com gos de caça.